# 비뚤어진 집 (영화)
《비뚤어진 집》(영어: Crooked House)은 2017년 개봉한 영국의 미스터리 영화로, 애거사 크리스티의 동명 소설을 원작으로 한다. 질 파케브레네르 감독이 연출하고, 맥스 아이언스, 글렌 클로스, 질리언 앤더슨, 크리스티나 헨드릭스 등이 출연하였다.

## 줄거리
사립 탐정 찰스가 한때 카이로에서 사랑을 나눴던 소피아 레어니디스가 어느 날 고객으로 찾아온다.
소피아는 할아버지인 그리스인 재벌 아리스티데 레오니데스가 살해당했다고 의심한다. 두 번째 아내 브렌다가 평소처럼 인슐린 주사를 놓아주자 바로 심근 경색으로 사망하였는데, 후에 주사에 아리스티데가 쓰던 안약 속 성분인 에세린(eserine)이 들어있었다는 사실이 판명되었다. 저택 인물들은 폭군이었던 아리스티데를 증오했으며 거액의 유산을 상속받을 예정이라 모두 동기가 충분하다.
유언장에 서명이 없어 무유언으로 해석되면서 아내 브렌다가 단독 상속자로 지정되는 동시에 주요 용의자가 된다. 사건을 해결할 중요 단서를 쥔 12살 손녀 조지핀은 이를 밝히길 거부한 뒤 누군가 손을 댄 나무 위 집 사다리를 오르다가 추락하여 의식을 잃는다.
곧 서명이 있는 새 유언장이 나타나고 소피아가 단독 상속인으로 밝혀지면서 찰스는 소피아를 의심한다. 그러나 브렌다가 가정 교사 로런스에게 보낸 연애 편지가 발견돼 둘이 동시에 태버너 경감에게 체포되는데...

## 출연

### 레어니디스가
- 지노 피차노 - 아리스티데 레오니데스(아리스티디 레어니디스) 역
- 글렌 클로스 - 이디스 더해빌런드 양, 죽은 첫 번째 부인의 여자 형제 역
- 줄리언 샌즈 - 필립 레어니디스, 가족 사업 후계자에서 제외된 후 아내 매그다를 위해 쓴 영화 각본 투자를 거절 당한 장남 역
- 질리언 앤더슨 - 매그다 웨스트, 필립의 아내, 한물간 연극 배우 역
- 스테퍼니 마티니 - 소피아 레어니디스, 필립과 매그다의 장녀 역
- 프레스턴 나이먼 - 유스터스 레어니디스, 필립과 매그다의 장남, 소아마비 후유증이 있는 십대 역
- 오너 니프시 - 조지핀 레어니디스, 필립과 매그다의 차녀, 12살 역
- 크리스천 매케이 - 로저 레어니디스, 차남, 무능력해 수차례 긴급 구제를 받은 가문 주력 회사 전무 이사 역
- 어맨다 애빙턴 - 클레먼시 레어니디스, 로저의 고압적인 아내, 독에 해박한 식물학자 역
- 크리스티나 헨드릭스 - 브렌다 레어니디스, 아리스티데의 두 번째 아내, 전 카지노 무용수 역
- 존 헤퍼넌 - 로런스 브라운 역, 브렌다와 불륜 관계로 의심받는 가정교사 역
- 제니 갤러웨이 - 유모 역

### 그 외
- 맥스 아이언스 - 찰스 헤이워드 역
- 테런스 스탬프 - 스코틀랜드 야드 태버너 경감 역
- 로저 애슈턴그리피스 - 게이츠킬 씨 역